# Каршинская степь
Карши́нская степь — волнистая равнина в Узбекистане, у западного подножия Зеравшанского и Гиссарского хребтов.
Равнина полого наклонена с востока (высота 500 м) на запад (200 м). Покрыта речными отложениями, на западе расположены подвижные пески Сундукли. Орошается водами реки Кашкадарья и Каршинским магистральным каналом.
Климат района засушливый, количество осадков составляет 200—400 мм в год. Господствуют пустынная полынно-солянковая и эфемеровая растительность. Значительная часть земель используется под посевы зерновых и хлопчатника. Также население занимается садоводством и выращиванием бахчевых культур. В восточной части равнины у южного подножия возвышенности Кунгуртау расположен город Карши.